# Gálffy Zsigmond
Martonosi Gálffy Zsigmond (Mészkő, 1886. január 13. − Kolozsvár, 1958. december 26.) erdélyi magyar klasszika-filológus, műfordító.

## Élete
A középiskolát a tordai unitárius algimnáziumban kezdte, s a Kolozsvári Unitárius Kollégiumban fejezte be (1907). A Kolozsvári Magyar Királyi Ferenc József Tudományegyetemen tanári oklevelet szerzett. Pályáját latin–görög szakosként 1914-ben egykori iskolájában kezdte Kolozsvárt, 1931-től nyugalomba vonulásáig (1945) a kollégium igazgatója volt. A Korai görög materialisták című kötet (1952) részére ógörög eredetiből Empedoklész-töredékeket fordított hexameteres versekben.